# Vladimír Šustr
Vladimír Šustr (29. prosince 1913, Tuchlovice u Kladna – 17. listopadu 1987, Praha) byl český spisovatel, autor dobrodružných románů pro mládež i pro dospělé.

## Život
Šustr vystudoval roku 1930 obchodní školu v Olomouci a do roku 1936 pracoval jako úředník. Poté působil jako nezávislý reportér v Jižní Americe (Uruguay, Paraguay, Argentina a Brazílie). Po návratu do vlasti pracoval do roku 1943 opět jako úředník, poté jako reklamní textař a od roku 1950 jako scenárista Československého státního filmu. V letech 1952–1958 však musel pracovat jako pomocný dělník a topič. Od roku 1958 se mohl zcela věnovat literatuře.
Šutr je autorem řady dobrodružných románů odehrávajících se většinou v Jižní Americe, přispíval i do Rodokapsu a Rozruchu. Psal také divadelní hry pro mládež.

## Dílo
- Timbo (1947), dobrodružný román.
- Rudí a bílí (1949), povídky pro mládež z období kolonizace Jižní Ameriky v 16. století.
- Na jihoamerických pampách (1950), dobrodružný román.
- Dobrodružství malého Indiána (1956), dobrodružný román pro mládež z Paraguaye z konce třicátých let 20. století, zobrazující sociální a rasové rozpory mezi indiány a bělochy.
- Přítel v boji (1959), divadelní hra pro mládež.
- Hladomorna (1959), divadelní hra pro mládež.
- Jasava (1959), novela pro mládež, vyprávějící o lásce malého chlapce k osiřelému hříběti.
- Kdo zabil pilota (1966), dobrodružný román.
- Na Opičí řece (1967), dobrodružný román pro mládež.
- Pomsta v pralese (1968), dobrodružný román o českém novináři, který se v paraguayských pralesích pokouší najít mnohonásobného vraha z Buchenwaldu.
- Stezkou smrti (1970), dobrodružný román.
- Zloději slonů (1971), dobrodružný román.
- Chudý milionář (1973), dobrodružný román pro mládež s detektivní zápletkou.
- Vraťte mě živého (1974), vědeckofantastický román inspirovaný knihou H. G. Wellse Ostrov doktora Moreaua,[1] ve kterém nacistický lékař, který prováděl vražedné pokusy na vězních v koncentračních táborech, pokračuje ve své zločinné činnosti v Paraguay a mění pralesní lidi na polozvířecí tvory bez vlastní vůle.
- Lamí muž (1991), dobrodružný román pro mládež, vydaný z pozůstalosti.